# Fiat Perla
La Fiat Perla est une version réservée au marché chinois, de la Fiat Siena avec un nom de code interne Fiat différent de la base 178 de la Palio (qui devient 311 pour la nouvelle Perla).
Présentée au dernier salon local en novembre 2006, elle est commercialisée depuis. La capacité de production est de 40 000 exemplaires par an.